# Її кодекс честі
«Її кодекс честі» (англ. Her Code of Honor) — американська драма режисера Джона М. Стала 1919 року.

## У ролях
- Флоренс Рід — Хелен / Аліса
- Вільям Десмонд — Євген Ла Саль
- Роберт Фрейзер — Річард Бентам
- Ірвінг Каммінгс — Жак
- Алек Б. Френсіс — Том Девіс
- Марсель Рассіллон — Джейн